# Старояшкино
Староя́шкино (рос. Старояшкино) — село у складі Грачовського району Оренбурзької області, Росія.

## Населення
Населення — 560 осіб (2010; 723 у 2002).
Національний склад (станом на 2002 рік):
- росіяни — 77 %